# Alfred Gusenbauer
Alfred Gusenbauer (Sankt Pölten, 1960. február 8. –) osztrák szociáldemokrata politikus. 2007-től 2008-ig a Ausztria 11. szövetségi kancellárja, illetve Ausztria Szociáldemokrata Pártjának (SPÖ) elnöke.